# برگ‌چین‌ها
برگ‌چین‌ها (نام علمی: Anabacerthia) نام یک سرده از تیره مرغان تنورساز است.
گونه ها:
- برگ‌چین سفیدابرو, Anabacerthia amaurotis
- برگ‌چین گلوپولکی, Anabacerthia variegaticeps
- برگ‌چین کوهی, Anabacerthia striaticollis
- برگ‌چین دم‌حنایی, Anabacerthia ruficaudatum
- برگ‌چین سینه‌اخرایی, Anabacerthia lichtensteini